# Población de Campos
Población de Campos is een gemeente in de Spaanse provincie Palencia in de regio Castilië en León met een oppervlakte van 23,26 km². Población de Campos telt 137 inwoners (1 januari 2016).

## Demografische ontwikkeling
Bron: INE, 1857-2011: volkstellingen